# Fishwick
Fishwick – dzielnica miasta Preston, w Anglii, w Lancashire, w dystrykcie Preston. W 2011 roku dzielnica liczyła 5784 mieszkańców. Fishwick jest wspomniana w Domesday Book (1086) jako Fiscuic.